# Cédric Soares
 Denne artikel bør gennemlæses af en person med fagkendskab for at sikre den faglige korrekthed.

Cédric Ricardo Alves Soares eller bare Cédric (født 31. august 1991 i Singen, Tyskland), er en portugisisk fodboldspiller (højre back), der spillede for Arsenal i denEngelske liga Premier League.
Han har tidligere spillet for Southhampton og efter skiftede han til Arsenal hvor det er blevet til 6 premier league kampe sæsonen 20/21

## Klubkarriere
De første år af sin seniorkarriere spillede Cédric for Sporting Lissabon, med et ét-årigt lejeophold hos Académica Coimbra. I 2015, efter at have været med til at vinde den portugisiske pokalturnering med Sporting, skiftede han til Southampton i England for en pris på knap fem millioner britiske pund.
Cédric debuterede for Southampton 30. juli 2015 i en UEFA Europa League-kvalifikationskamp på hjemmebane mod hollandske Vitesse Arnhem.

## Landshold
Cédric står (pr. maj 2018) noteret for 26 kampe og én scoring for det portugisiske landshold, som han debuterede for 11. oktober 2014 i en venskabskamp mod Frankrig. Han var efterfølgende en del af truppen der vandt guld ved EM 2016 i Frankrig, og blev også udtaget til VM 2018 i Rusland.